# Стадион имени Феликса Уфуэ-Буаньи
Стадион имени Феликса Уфуэ-Буаньи (англ. Felix Houphouet Boigny Stadium) — футбольный стадион в Абиджане, построенный в 1964 году. Стадион принимал матчи Кубка Африки 1984 года. Арена принимала десять матчей Кубка Африканских наций 2023 года по футболу. Стадион назван в честь первого президента Кот-д’Ивуара Феликса Уфуэ-Буаньи.

## История
Стадион имени Феликса Уфуэ-Буаньи — футбольный стадион в городе Абиджане, Кот-д’Ивуар. Вместимость стадиона составляет 33 000 мест.
Построенный в 1964 году для организации «Игр в Абиджане», стадион ранее был известен как «Стад Андре Гео», а после реставрации он получил имя президента Феликса Уфуэ-Буаньи.
Постепенно этот комплекс превратился в национальный стадион, домашнюю арену команду ASEC Mimosas и сборной Кот-д’Ивуара по футболу.
Стадион принимал Кубок африканских наций по футболу 1984 года. В 2009 году после полной реконструкции, которая включала в себя установку индивидуальных кресел места, стадион принимал Чемпионат африканских наций 2009 года.
Следующие ремонтные работы были выполнены к Чемпионату Франкофонии 2017 года.
На этом стадионе проходила благотворительная акция Amnesty International «Права человека сейчас!» Благотворительный концерт 9 октября 1988 года. Хедлайнерами шоу были Стинг и Питер Гэбриэл, а также Брюс Спрингстин и группа E Street, Трейси Чепмен и Юссу Н’Дур.
Американский певец Крис Браун завершил свой тур Carpe Diem на этом стадионе 30 декабря 2012 года.

### Кубок Африканских наций 2023
Ремонтные работы к Кубку африканских наций 2023 года начались в апреле 2020 года и завершились в 2023 году. Реконструкция была выполнена компанией Mota-Engil и включала в себя установку полной крыши и увеличение вместимости до 33 000 мест.
15 октября 2023 года на отремонтированном стадионе состоялся международный товарищеский матч между принимающими командами Кот-д’Ивуара и Марокко, который завершился со счетом 1:1. На повторном открытии площадки присутствовали некоторые высокопоставленные правительственные чиновники, заместитель председателя Местного организационного комитета и президент FIF Идрисс Ясин Диалло, а также официальные лица CAF.
Стадион являлся одним из мест проведения Кубка африканских наций 2023 года по футболу. Здесь состоялись матчи группы A и B, а также два поединка 1/8 финала, четвертьфинал и матч за третье место.
| Дата            | Время | Команда 1    | Результат  | Команда 2  | Раунд                | Количество зрителей |
| --------------- | ----- | ------------ | ---------- | ---------- | -------------------- | ------------------- |
| 14 января 2024  | 17:00 | Египет       | 2–2        | Мозамбик   | Группа B             | 32,592              |
| 14 января 2024  | 20:00 | Гана         | 1–2        | Кабо-Верде | Группа B             | 11,943              |
| 18 января 2024  | 20:00 | Египет       | 2–2        | Гана       | Группа B             | 20,808              |
| 19 января 2024  | 14:00 | Кабо-Верде   | 3–0        | Мозамбик   | Группа B             | 5,794               |
| 22 января 2024  | 17:00 | Гвинея-Бисау | 0–1        | Нигерия    | Группа A             | 15,650              |
| 22 января 2024  | 20:00 | Кабо-Верде   | 2–2        | Египет     | Группа B             | 15,650              |
| 27 января 2024  | 20:00 | Нигерия      | 2–0        | Камерун    | 1/8 финала           | 22,085              |
| 29 января 2024  | 17:00 | Кабо-Верде   | 1–0        | Мавритания | 1/8 финала           | 16,088              |
| 2 февраля 2024  | 17:00 | Нигерия      | 1–0        | Ангола     | Четвертьфинал        | 18,757              |
| 10 февраля 2024 | 20:00 | ЮАР          | 0–0, п.6-5 | ДР Конго   | Матч за третье место | 21975               |

## Структура стадиона
Трибуны стадиона окрашены в национальные цвета и состоят из изгибов, имеются галереи со стороны подиума в виде лагуны, президентская ложа, VIP и BVIP-залы.
Подтрибунные помещения содержат медиа-зал, комнату контроля, используемую для борьбы с допингом, VIP-зал, процедурный кабинет, кабинеты арбитров, массажный кабинет и четыре раздевалки.
На стадионе установлена видеоплата напряжением 220 вольт на 35 кВт*ч, размером 16,50 на 5,70 метра.
Газон соответствует международным стандартам и ежедневно поддерживается в зеленом и сияющем состоянии.

## Происшествия
- 29 марта 2009 года во время матча между сборными Кот-д’Ивуара и Малави ворота, ведущие в открытый угол стадиона, не выдержали перед началом матча. Возникла давка, в результате которой 19 человек погибли. Также более 130 человек получили ранения.

- 1 января 2013 года, после новогоднего фейерверка, произошла еще одна давка, в результате которой погибли шестьдесят один человек и более 200 получили ранения[2].